# Distrikt Capachica
Der Distrikt Capachica liegt in der Provinz Puno in der Region Puno in Süd-Peru. Der Distrikt hat eine Fläche von 117,06 km². Beim Zensus 2017 wurden 7540 Einwohner gezählt. Im Jahr 1993 lag die Einwohnerzahl bei 11.435, im Jahr 2007 bei 11.387. Verwaltungssitz des Distriktes ist die 3860 m hoch gelegene Ortschaft Capachica mit 944 Einwohnern (Stand 2017).

## Geographische Lage
Der Distrikt Capachica liegt auf der Halbinsel Capachica im Westen des Titicacasees im Norden der Provinz Puno.
Der Distrikt Capachica grenzt im Nordwesten an die Distrikte Coata und Pusi (Provinz Huancané).

## Ortschaften
Im Distrikt gibt es neben Capachica folgende Gemeinden:
- Capano
- Ccollpa
- Ccotos
- Chillora
- Escallani
- Hilata
- Isañura
- Lago Azul
- Llachón
- Miraflores
- San Cristóbal
- Siale
- Toctoro
- Yancaco
- Yapura